# Twickel (Adelsgeschlecht)

Wappen derer von Twickel

Twickel ist der Name eines alten westfälischen Adelsgeschlechts mit dem Stammhaus Twickeloe in der Landschaft Twente, das sich im ehemaligen Oberstift Utrecht, der heutigen Provinz Overijssel, befand. Zweige der Familie bestehen bis heute.

## Geschichte

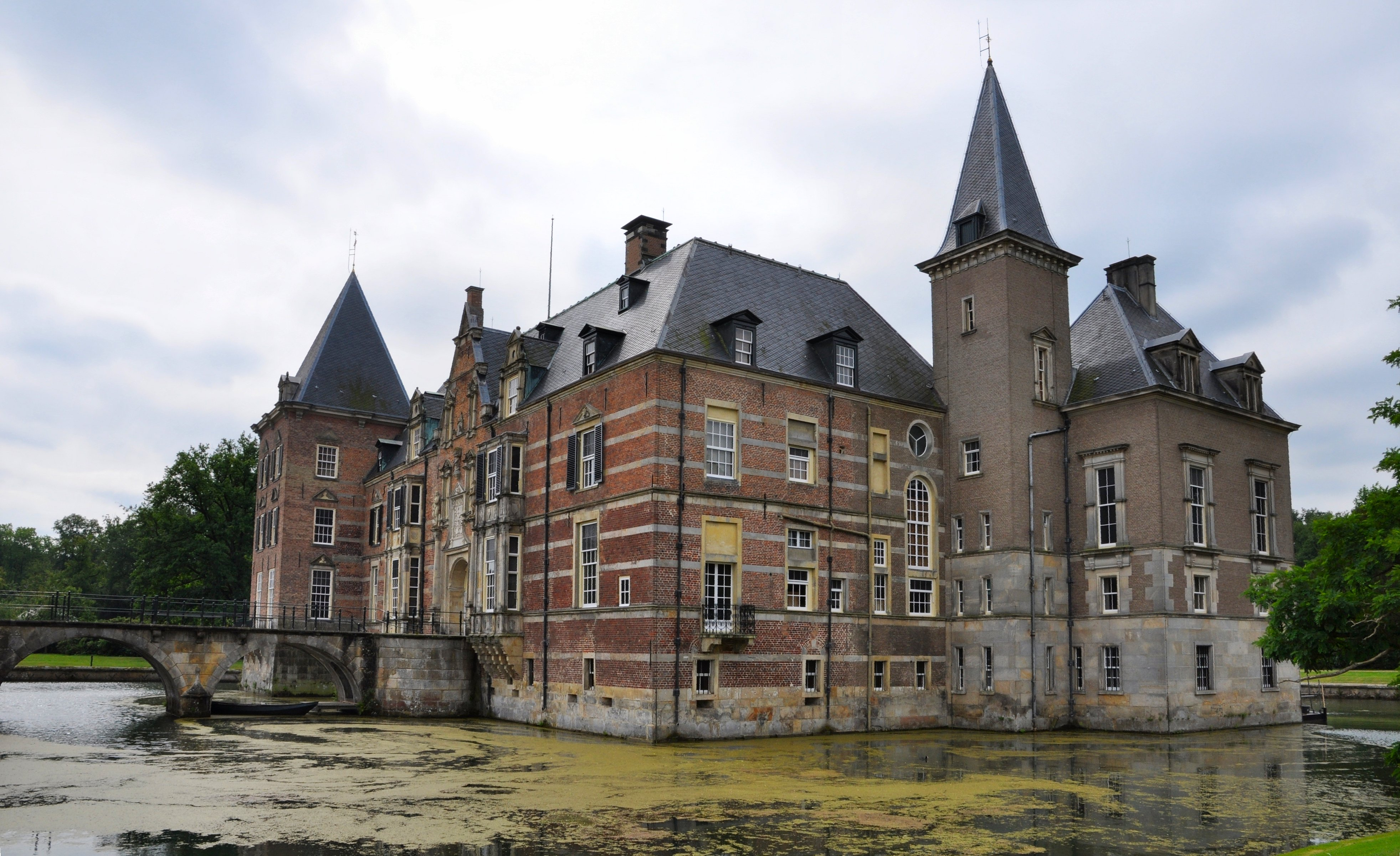
Schloss Twickel bei Delden, Niederlande (1347–1580 im Besitz der Familie)

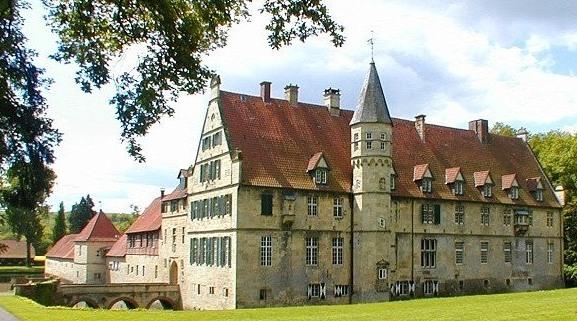
Haus Havixbeck, Münsterland (seit 1601 im Besitz der Familie)

Die Familie soll bereits im 8. Jahrhundert Güter bei Vreden besessen haben. Ein Siegfried von Twickel wird 874 genannt. Ein Egbert von Twickel, der um 1300 gestorben war, hinterließ zwei Söhne. Urkundlich erscheint das Geschlecht im Bistum Münster erstmals im Jahr 1302 mit den Brüdern Rotcherus et Adolphus de Twiclo als Knappen. Eyerin von Twickel war der Begründer der Linie zu Vreden, die zwischen 1340 und 1600 bestand. Hermann von Twiclo begründete am 13. Mai 1347 mit dem Erwerb des Eissing Hofes, dem heutigen Schloss Twickel bei Delden, die Linie zu Twickeloe. Ihr Besitz lag in Hof van Twente in den heutigen Niederlanden und wurde 1580 an die Familie von Raesfeld und 1714 weiter an die Van Wassenaer vererbt, die Twickel 1953 in eine Stiftung einbrachten.
Die Familie hielt in den reformierten Generalstaaten am Katholizismus fest. Ein Rudolph von Twickel aus dieser Linie heiratete Emigardia von Bevern. Das Paar erwarb das Haus Havixbeck, welches bis heute zum Stammsitz der Linie Havixbeck wurde. Mitglieder dieser Linie erwarben später durch Heirat das Haus Hameren bei Billerbeck.
Ein Johann von Twickel war Fähnrich in den Truppen des Bischofs Franz von Waldeck bei der Zerschlagung des Täuferreichs in Münster. Er war 1535 an der Erstürmung der Stadtmauer Münsters beteiligt. Später trat er in kaiserlich-österreichische Dienste ein. Im Jahr 1540 heiratete er die Erbin der Familie von Khaysel aus der Steiermark.
Seit 1635 waren die Twickel Erbdrosten der zusammengelegten Ämter Rheine und Bevergern. Johann Beyern von Twickel eroberte 1652 das Schloss Bevergern und vertrieb die Besatzung aus Holland. Johann Rudolph von Twickel diente 1723 unter Kaiser Karl VI. als Reichshofrat. Jobst (oder Johann) Matthias von Twickel und Johann Wilhelm von Twickel waren Weihbischöfe von Hildesheim. Freiherr Clemens August von Twickel war Fürstbischöflich Münsterscher Oberstküchenmeister, geheimer Rat und Drost der Ämter Rheine und Bevergern. Carl von Twickel (* 1793) war preußischer Landrat in Warendorf.
Seit dem 15. Oktober 1840 waren die Twickels Erbschenken des Fürstentums Münster. 1947 gingen das Stolberg’sche Gut und die Brauerei Westheim durch Heirat in Twickel’schen Besitz über.
Haus Hameren in Billerbeck (Kreis Coesfeld) kam Mitte des 19. Jahrhunderts durch Erbschaft an die Familie von Twickel auf Havixbeck, die hier einen eigenen Zweig bildete, und ist bis heute im Familienbesitz. 1892 wurde die Kolvenburg in Billerbeck hinzuerworben.
Haus Ermelinghof kam durch die Heirat des Freiherrn Josef von Twickel zu Havixbeck 1840 mit der Erbtochter aus dem Hause der Freiherren von Wintgen an die Familie, die hier einen eigenen Zweig bildete.

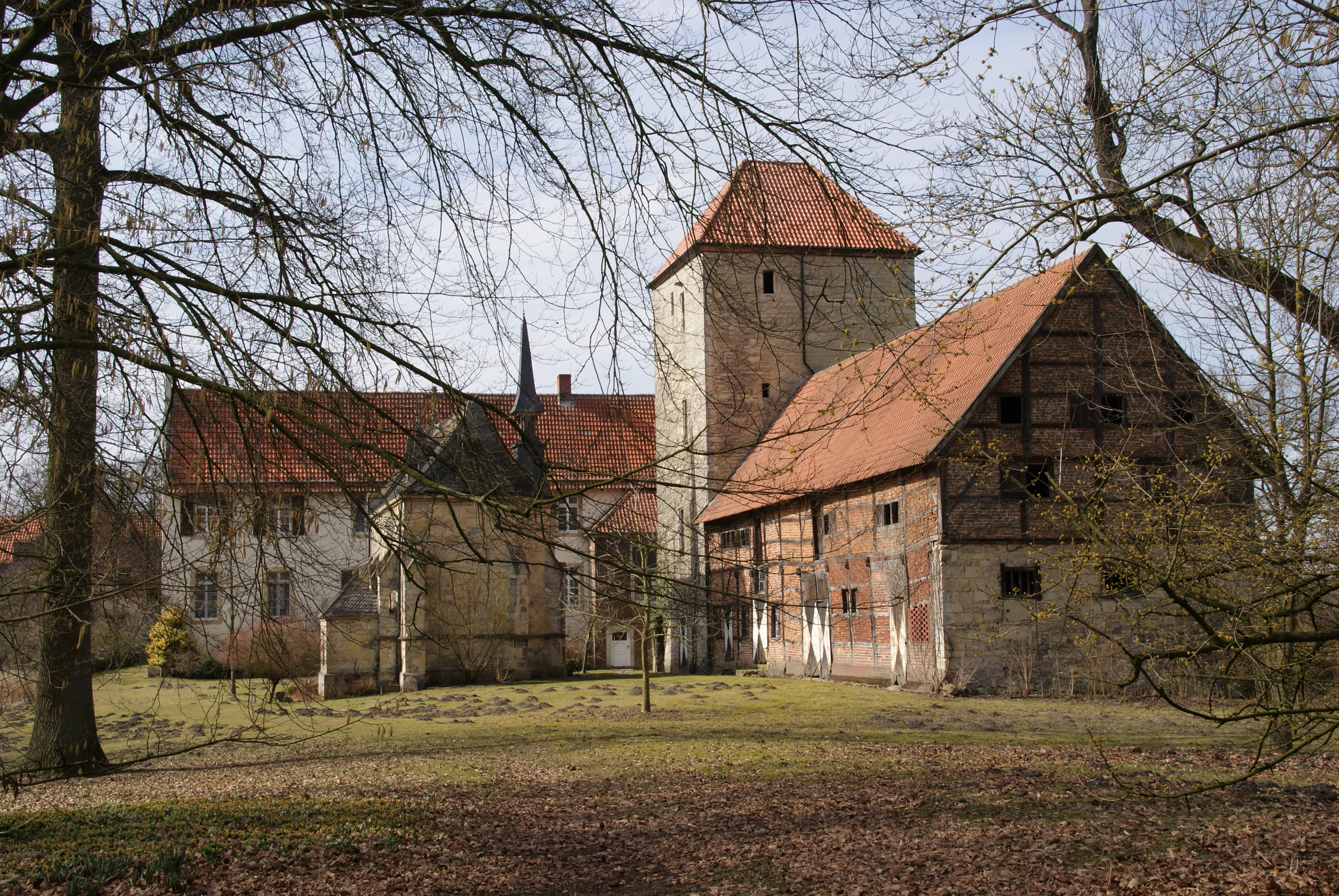
Haus Hameren
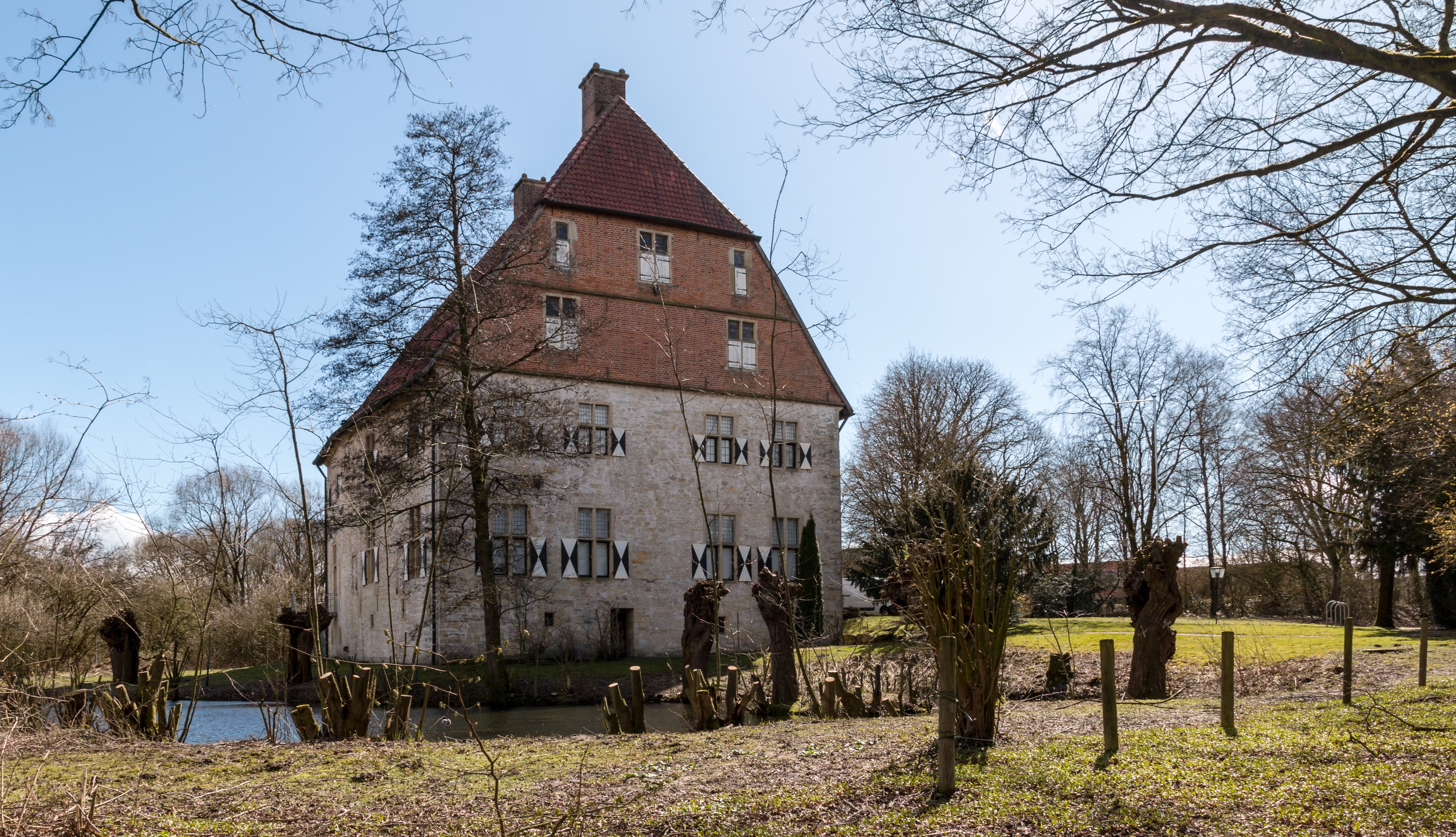
Kolvenburg
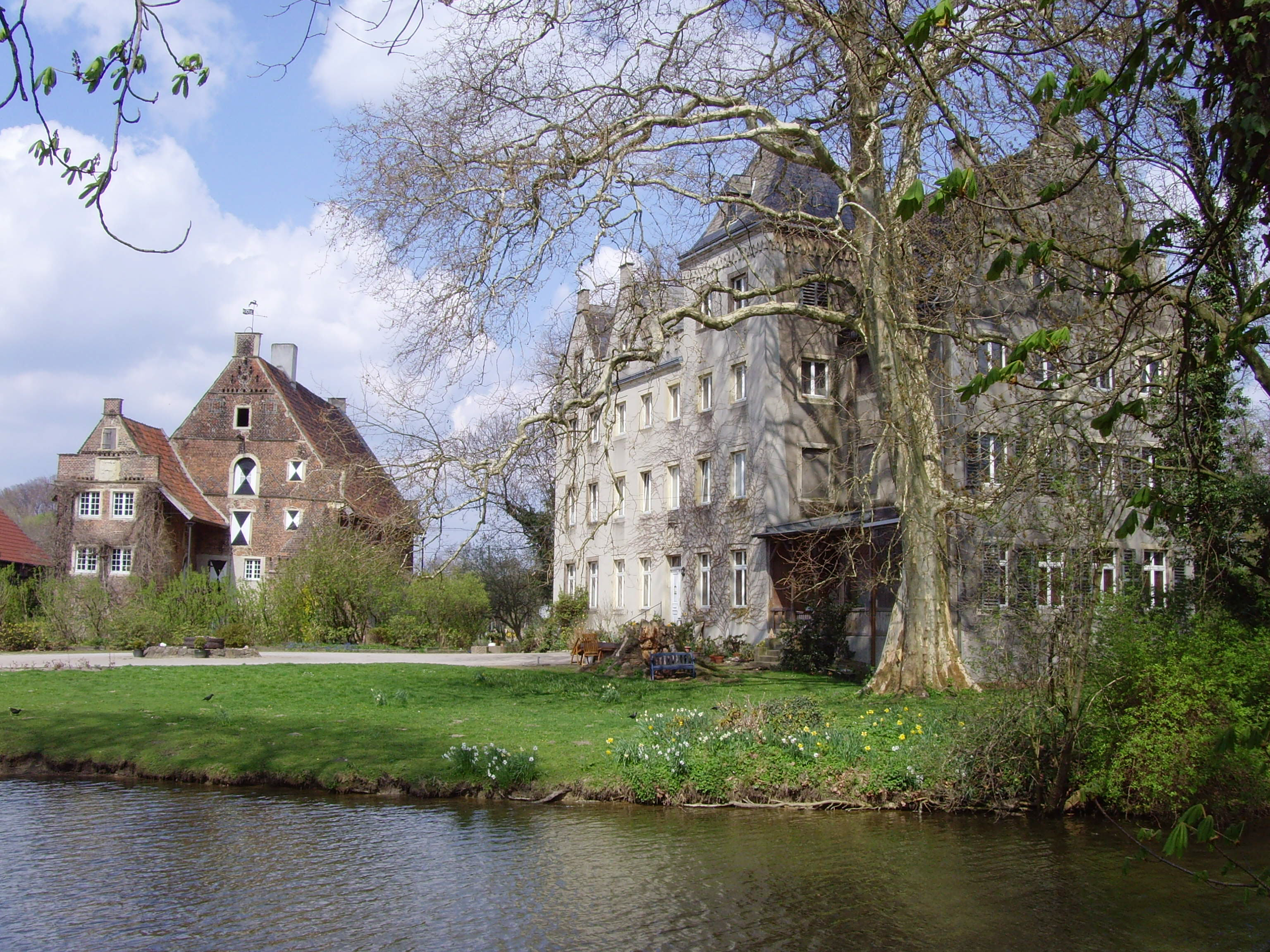
Haus Ermelinghof

## Standeserhebungen
Christoph Bernhard von Twickel, Drost der Ämter Rheine und Bevergen wurde am 19. Juli 1708 in den Reichsfreiherrenstand erhoben. Außerdem waren die Freiherrn von Twickel seit dem 15. Oktober 1840 Erbschenken des Fürstentums Münster.
Ferdinand Graf von Merveldt auf Schloss Westerwinkel, Erbmarschall des Fürstentums Münster, hinterließ die Tochter Maria Josepha (1922–1993), die Johannes Freiherrn von Twickel (1903–1989) heiratete. Ihr gemeinsamer Sohn, Ferdinand Freiherr von Twickel (* 1951) wurde von seinem Großvater Ferdinand adoptiert (Vertrag Westerwinkel 6. November 1952, amtsgerichtlich bestätigt Dorsten 2. Februar 1953) und nennt sich seither Ferdinand Graf von Merveldt, Freiherr zu Lembeck, Freiherr von Twickel (adelsrechtliche Nichtbeanstandung durch den Beschluss des Adelsrechtsausschußes vom 28. September 1955). Er wurde der Erbe von Westerwinkel.

## Wappen
In Silber ein aufrechtgestellter, offener, schwarzer Kesselhaken. Auf dem Helm mit schwarz-silbernen Decken drei gestürzte, silbern gestulpte rote Spitzhüte

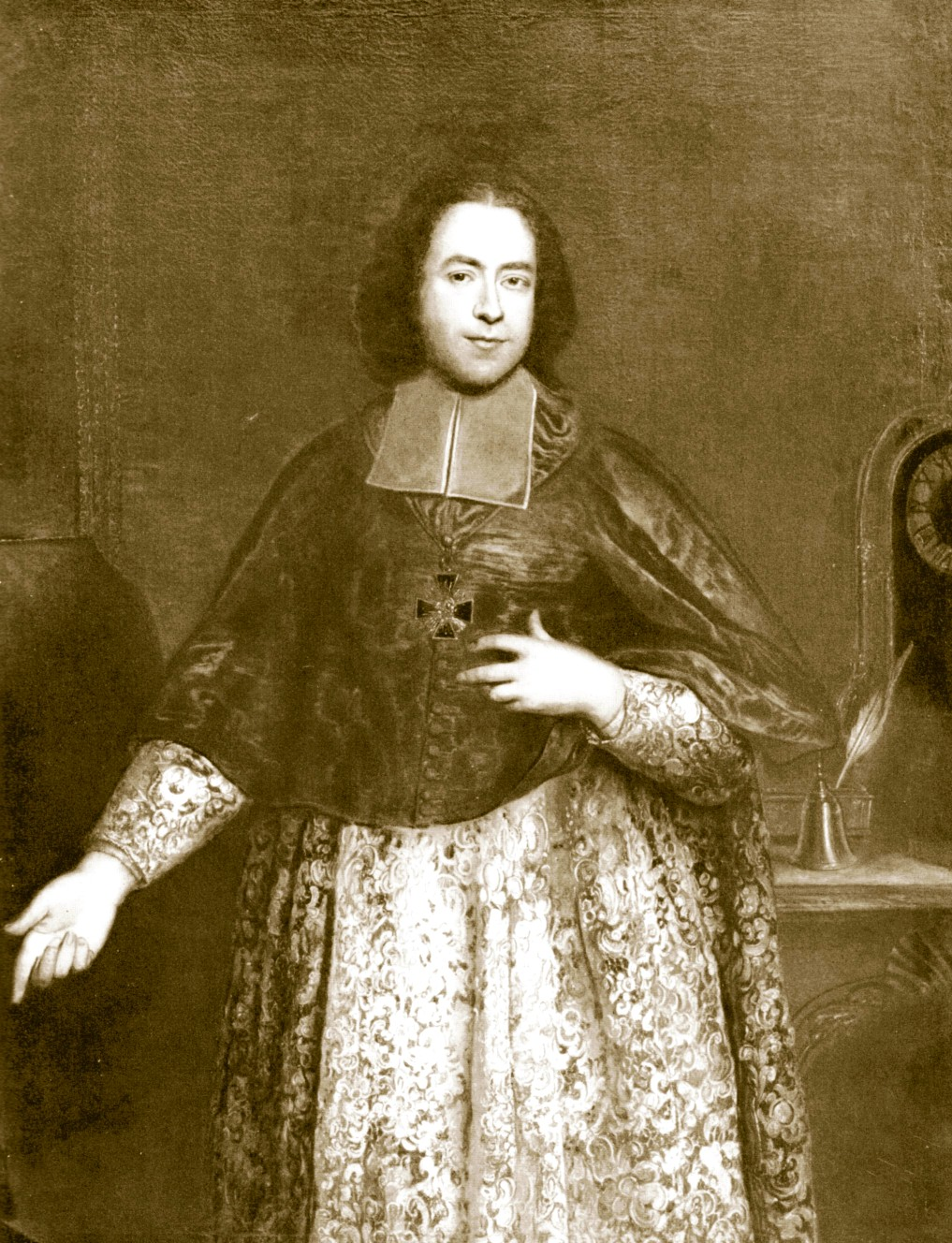
Freiherr Ernst Friedrich von Twickel (1683–1734), Weihbischof in Hildesheim. Gemälde von Antoine Pesne, 1730, in Haus Havixbeck

## Angehörige
(Chronologisch nach Geburtsjahren sortiert.)
- Friedrich von Twickel († 1629), Drost in der Herrschaft Rheda
- Anna von Twickel (um 1629–1679), Äbtissin des Stifts Wietmarschen
- Sibylla von Twickel (1652–1710), Äbtissin des Stifts Wietmarschen
- Christoph Bernhard von Twickel (1654–1719), Geheimrat und Amtsdroste im Amt Rheine-Bevergern
- Jobst Matthias von Twickel (1681–1729), Dompropst in Münster
- Johann Wilhelm von Twickel (1682–1757), Weihbischof in Hildesheim
- Ernst Friedrich von Twickel (1683–1734), Diplomat, Regierungspräsident und Weihbischof in Hildesheim
- Johann Rudolf von Twickel (1684–1759), Geheimrat und Amtsdroste im Amt Rheine-Bevergern
- Clemens August von Twickel (Kämmerer) (1721–1792), deutscher Geistlicher, Drost und Kämmerer
- Jobst Edmund von Twickel (1726–1782), Domherr in Münster, Hildesheim und Speyer sowie Amtsdroste in Poppenburg
- Clemens August von Twickel (Politiker) (1755–1841), deutscher Rittergutsbesitzer und Politiker
- Clemens Carl von Twickel (1788–1873), deutscher Rittergutsbesitzer und Politiker
- Carl von Twickel (1793–1867), Gutsbesitzer und Landrat des Kreises Warendorf
- Clemens von Twickel (Politiker) (1861–1916), deutscher Gutsbesitzer und Politiker (Zentrum), Mitglied des preußischen Herrenhauses
- Rudolf von Twickel (1893–1974), Gutsbesitzer und Mitbegründer des Malteser Hilfsdienstes
- Clemens von Twickel (Landwirt) (1925–2007), deutscher Landwirt, Verbandsfunktionär und Heimatforscher
- Max Georg Freiherr von Twickel (1926–2013) war Weihbischof in Münster und Bischöflich Münsterischer Offizial im Offizialatsbezirk Oldenburg